# パッションテスト
パッションテスト（英：The Passion Test）は、ジャネット・ブレイ・アットウッドとクリス・アットウッドが考案した「世界No.1の情熱発見ツール」と呼ばれる自己発見法である。

## 概要
パッションテストは世界46カ国以上で行われており、パッションテスト・ファシリテーター（パッションテスト受講者に介入してファシリテーションを行う者、パッションテスト公認のプログラム促進者）の数は、1,000人を超えている。
またパッションテストは、全米No.1マーケティングコンサルタントと呼ばれるジェイ・エイブラハムや、『７つの習慣』著者のスティーブン・M・R・コヴィー、『心のチキンスープ』著者のジャック・キャンフィールドなど、多くの著名人が推薦している。

## パッションとは
パッションテストにおける「パッション」＝「情熱」とは、熱血やハイテンションといったイメージではなく、「静かなるワクワク」というイメージを意味している。

## パッションテストの方法
パッションテストは２つのステップから成る。最初のステップでは、たくさん（最低10個以上）のパッションを書き出していく。パッションを書き出す際は、「理想の人生を生きているとき、私は…」と一文ずつ書いていく。…の部分には、理想の人生を生きている時に自分が「なっていること」「していること」「持っているもの」を書くようにし、どのように実現するかについては書き出す際には考えないようにする。２つめのステップでは、書き出したパッションを自分にとって重要なものから順に並べ替えていく。この際、自分に正直に明確な順位をつけていくことで、深い洞察が得られる。自らのパッションに気付くことで、自分にとって最も重要なことだけに集中することが出来るようになるとされている。

## パッションテストの効果
パッションテストは、「楽に人生の目的を発見する道」としてシンプルなツールでありながら、実践者に「自分の人生の方向性が明確になる」「天職が見つかる」「情熱あふれる人生を送ることができる」等の効果をもたらすとされている。
自分のパッションを発見し、そのパッションに沿って生きることで、無理な努力やモチベーションが必要なくなり、たくさんの行動を起こすことができるようになるため、直感力や幸運を引き寄せる力が強まり、夢を実現しやすくなるとされている。

## 創始者および著者

### ジャネット・ブレイ・アットウッド
パッションテストの創始者。情熱に関する専門家であり指導者。講演家。
拘置所の若者や、ホームレスの女性のためのボランティア活動を行ない、アメリカ大統領からプレジデンツ・ボランティア・サービス・アワードを受賞している。

### クリス・アットウッド
パッションテストの創始者。自己啓発分野に関する専門家。講演家。

## 参考図書
『心に響くことだけやりなさい』
ジャネット・ブレイ・アットウッド／クリス・アットウッド著　鶴田豊和／ユール洋子翻訳　フォレスト出版 (2013/6/8)